# Ка ди Ђани (Модена)
Ка ди Ђани је насеље у Италији у округу Модена, региону Емилија-Ромања.
Према процени из 2011. у насељу је живело 12 становника. Насеље се налази на надморској висини од 900 м.